# 勒内·汉内曼
勒内·汉内曼（德語：René Hannemann，1968年10月9日—），德国前男子雪车运动员。他曾代表德国参加1992年和1994年冬季奥林匹克运动会雪车比赛，获得一枚银牌和一枚铜牌。